# 보은 법주사 수정암 석불좌상
법주사 수정암 석불좌상(法住寺 水晶庵 石佛坐像)은 서울특별시 중구, 동국대학교 박물관에 있는 석불이다. 2008년 7월 10일 서울특별시의 유형문화재 제265호로 지정되었다.

## 개요
이 석불좌상은 충북 법주사 뒤 언덕 위에 있는 수정암지에 흩어져 있었던 파불을 옮겨와 동국대학교에서 복원한 불상이다. 옮길 당시 광배는 일부만 남아있었고, 대좌는 반 이상 없어졌으며, 불상 자체도 깨어진 부분이 많았지만 현재는 불상과 대좌를 거의 완전한 형태로 복원하여 통일신라(9세기) 당시의 석불양식을 잘 보여주고 있다. 
불신(佛身)은 신체에 비하여 상체가 다소 크지만 무릎폭이 넓고 어깨가 벌어져 안정감이 있다. 얼굴은 살찐 둥근 모습으로 턱부분이 둥글어 양감(量感)을 느끼게 하며, 굵은 나발(螺髮)의 머리에는 육계(肉髻)가 낮게 솟아 있다. 이마 한 가운데는 백호(白豪)가 박혀있고 눈은 반쯤 감고 있어 명상에 잠겨있는 듯하다. 활(弧)형의 부드러운 눈썹과 어어진 코는 비량(鼻粱)이 넓은 편이지만 보수가 많이 되어 원래의 모습은 알 수 없다. 입은 적은 편으로 꾹 다물고 있는데, 얼굴의 이목구비는 전체적으로 온화하고 부드러운 편이다. 목은 원래 떨어져 있던 것을 붙여 놓은 것이다.
신체는 어깨가 좁고 경직되었으며 다소 위축된 느낌을 준다. 수인(手印)은 오른손은 오른 무릎 위에 대어 손가락을 아래로 향하고 있으며 왼손은 배 부근에서 손가락을 가지런히 붙인 채 바닥을 위로 향하고 있는, 전형적인 항마촉지인(降魔觸地印)을 결하고 있다. 착의법(着衣法)은 양 어깨를 모두 감싸는 통견식(通肩式) 대의(大衣)를 걸치고 그 안에는 내의(內衣)를 입고 있다. 옷주름은 양팔에서 몸통 쪽으로 사선을 이루면서 주름이 흘러내리고 있고, 두 다리 사이에서도 넓게 U자를 이루면서 흘러내렸다. 팔에 걸쳐 흘러내린 옷주름과 무릎 위로 흘러내린 옷주름, 불상 뒷면 전체에 걸쳐 조각된 옷주름 모두 마치 물결이 이는 것처럼 일정한 간격으로 표현되었다. 이와 같은 옷주름은 통일신라 말기인 9세기경의 불상에서 많이 볼 수 있는 것으로 이 불상의 조성연대를 가늠케 해준다. 
대좌(臺座)는 넓은 지대석(地臺石) 위에 팔각의 상대와 중대, 하대를 갖춘 전형적인 통일신라시대 팔각대좌(八角臺座)의 형식을 따르고 있다. 넓은 지대석 위에는 8각의 하대석 받침이 마련되어 있고 그 위에 3단으로 이루어진 하대석이 놓여있다. 제일 아래 단은 마멸이 심하여 분명하지는 않지만 안상(眼象) 내에 웅크리고 앉아있는 사자가 조각되어 있고 그 위에는 8엽의 복련(覆蓮)이 조각된 돌이 놓여있는데 꽃잎의 모퉁이에는 귀꽃이 큼직하게 솟아있다. 복련석 위로는 다시 팔각의 받침돌을 놓아 중대석을 받고 있다. 중대석 역시 팔각으로, 많이 마멸되어 분명하지는 않지만 안상(眼象) 안에 불, 보살상 등이 얕게 조각되어 있다. 상대석은 2중의 연꽃이 활짝 피어있는 앙련(仰蓮)으로 장식되었는데, 꽃잎과 꽃잎 사이에는 간엽(間葉)도 묘사되었으며 꽃잎 내부에도 다시 꽃으로 장식이 되어 있어 매우 화려하다. 불상의 뒷면에는 광배 조각이 남아있으나 워낙 심하게 훼손되어 원형을 알기 어렵다. 그러나 중간의 둥근 원형을 중심으로 연꽃과 초화문이 아름답게 조각되어 있는 것으로 보아 아마도 두광(頭光)의 일부가 아닌가 생각된다.
이 불상은 통일신라 후기의 석조여래좌상으로 불신과 대좌가 비교적 잘 남아있다. 전반적으로 신체에 비하여 얼굴이 크며 양감이 줄어든 점, 형식화된 세부표현, 물결치는 듯한 옷주름 등에서 통일신라 후기 9세기경 불상의 특징을 잘 보여주고 있다. 비록 많은 부분이 후보되어 원형을 다소 잃고 있기는 하지만 불신과 대좌, 광배를 다 갖추고 있어 통일신라시대 불상의 특징을 이해하는데 중요한 자료를 제공하고 있다.

## 참고 자료
- 법주사수정암석불좌상 - 국가유산청 국가유산포털